# Decimo Giunio Silano
Decimo Giunio Silano (in latino Decimus Iunius Silanus; fl. 70-62 a.C.) è stato un politico romano, figlio probabilmente di Marco Giunio Silano, a sua volta console nel 109 a.C.

## Biografia
Fu inoltre il patrigno di Marco Giunio Bruto, uno degli uccisori di Giulio Cesare, in quanto sposò sua madre Servilia.
Il suo cursus honorum iniziò con la carica di edile nel 70 a.C. Nel 63 si candidò al consolato, però senza successo; ritentò con successo l'anno seguente e fu eletto assieme a Lucio Licinio Murena. In qualità di consul designatus fu richiesto del parere da Cicerone nel dibattito in Senato in merito alla punizione dei congiurati compagni di Catilina. Inizialmente si espresse a favore della pena di morte contro i congiurati, ma poi scelse solamente di farli imprigionare sino a quando non fosse stato catturato Catilina.
I due neoconsoli proposero la lex Licinia Iunia, che stabiliva che una rogatio, un incontro tra più persone per discutere, doveva essere promulgata tre nundinae (giorni di mercato, in cui le popolazioni rurali confluivano a Roma) prima che fossero votati dagli elettori; tale decreto confermava la lex Caecilia Didia.